# Juan del Carmen Cámara Mesa
Juan del Carmen Cámara Mesa (Jaén, el 13 de febrer de 1994) és un futbolista professional andalús que juga principalment com a extrem esquerre al Badalona Futur.
El migcampista andalús, que va fer la pretemporada 2016-17 amb el primer equip del Barça i va tenir un bon rendiment com a lateral esquerre, va ser cedit al Girona CF per un any, l'agost de 2016.